# Gadji-Gadjo
Gadji-Gadjo est un groupe canadien de musiques du monde, originaire de Montréal, au Québec. Il est formé en 2002, et compose dans le style klezmer et tzigane.

## Histoire
Gadji-Gadjo est formé en 2002 à Montréal, au Québec, par Mélanie Bergeron. Le groupe s'illustre plusieurs fois dans divers salles de spectacles et festivals à travers le Canada et aux États-Unis. Le groupe a joué, entre autres, au Festival international de jazz de Montréal (2004-2010), au Festival du bout du monde à Gaspé, au Festival Mémoire et Racines de Saint-Charles-Borromée, au festival Juste pour rire de Montréal, au Philadelphia Folk Festival, dans les maisons de la culture de Montréal. Gadji-Gadjo a également joué ailleurs en Ontario, Manitoba, Alberta, Colombie-Britannique, Minnesota, Iowa, New York, Philadelphie, Californie, plusieurs régions en France, ainsi que la Roumanie.  
Leur premier album, éponyme, paru en 2005 a plus de 5 000 exemplaires vendus. Par la suite, leur deuxième album Sur le toit des voisins remporte le prix du « Meilleur album de musique du monde » aux GAMIQ en 2008. Il est aussi nommé au gala de l'ADISQ pour « meilleur album - instrumental ». Leur troisième album, La Folle allure, est en nomination aux Canadian Folk Music Awards est sélectionné en 2012 dans la catégorie innovations musicales[réf. nécessaire].  
Les compositions de Gadji-Gadjo présentent une vaste gamme d'émotions, de contours rythmiques et mélodiques, toujours avec des instruments acoustiques. Ainsi le quatrième album Regards en 2017 innove avec des arrangements pour tuba, trombone, cor anglais et deuxième violon. 

## Style musical
Gadji-Gadjo propose un répertoire original inspiré des influences klezmer et tzigane,  teintés de jazz, de classique et de musique progressive. Leurs arrangements, leur improvisation et leur énergie sur scène leur confère un style bien particulier.

## Autres projets
À la recherche de la musique perdue, un spectacle pour enfant créé en 2010 avec la conteuse Ariane Labonté.  

## Membres

### Membres actuels
- Mélanie Bergeron – accordéon
- Pierre-Olivier Dufresne – violon, mandoline
- Benjamin Tremblay Carpentier – harmonica diatonique, guitare
- Matthieu Deschenaux – contrebasse
- Ivan Bamford – percussions

### Anciens membres
- Duane Normand – clarinette (2002-2003)
- Pierre-Philippe Côté – contrebasse (2002-2003)
- Jean-Sébastien Leblanc – clarinette (2003-2009)
- Jean Desrochers – guitare (2002-2011)
- Pascal Veillette – harmonica diatonique (2010-2012)

## Discographie
- 2005 : Gadji-Gadjo
- 2007 : Sur le toit des voisins
- 2012 : La folle allure
- 2017 : Regards

## Nominations et récompenses
- Sur le toit des voisins (album), gagnant d'un Panache au GAMIQ pour le meilleur album world de l'année en 2008[3]. Également nommé à l'ADISQ comme « meilleur album - instrumental » en 2008[4].
- La Folle allure (album), en nomination au Prix de musique folk canadienne comme meilleur album de la catégorie « Innovation musicale » en 2012[réf. nécessaire].